# Ernest Bens
Ernest Bens (Geel, 5 juli 1949) is een Belgisch voormalig (baan-)wielrenner.

## Carrière
Bens was voornamelijk actief als baanwielrenner maar won meerdere wegwedstrijden bij de amateurs. In het baanwielrennen was hij meer succesvol met enkele nationale titels bij de amateurs. Bens woont in Hechtel-Eksel en is hier aangesloten bij een lokale wielrenclub.

## Overwinningen

### Baan
| Jaar           | BK                         | EK       | WK       | Overige                                    |
| Amateurs       | Amateurs                   | Amateurs | Amateurs | Amateurs                                   |
| -------------- | -------------------------- | -------- | -------- | ------------------------------------------ |
| 1968           | Ploegenachtervolging       |          |          | Olympische Spelen: 5e ploegenachtervolging |
| 1969           | Ploegkoers · Achtervolging |          |          |                                            |
| 1970           | Derny · Achtervolging      |          |          |                                            |
| 1971           |                            |          |          |                                            |
| Beroepsrenners |                            |          |          |                                            |
| 1972           | Derny                      |          |          |                                            |
| 1973           |                            |          |          |                                            |
| 1974           | Achtervolging              |          |          |                                            |

### Weg
1969
2e etappe Ronde van Luik
1971
Brussel-Opwijk
Wielerploegen van Ernest Bens
Baert (vanaf 01/03) ·
Bens (vanaf 25/08) ·
Bravenboer ·
Bruggeman (vanaf 25/08) ·
Claes (vanaf 04/02) ·
David ·
De Clercq ·
De Boever ·
De Muynck ·
E. De Vlaeminck ·
R. De Vlaeminck ·
Dedeckere ·
Demeyer (vanaf 15/09) ·
Devos ·
Dolman ·
P. In 't Ven ·
W. In 't Ven ·
Janssens ·
Knockaert (vanaf 27/05) ·
Leman ·
van Leeuwen ·
Lievens ·
Loysch ·
Monseré  (tot 15/03) ·
Müddemann ·
Nassen ·
Nuelant ·
Schütz ·
Spannagel (vanaf 05/08) ·
Staes ·
Tabak · 

Van Damme ·
Van De Wiele (vanaf 25/08) · 
Van der Slagmolen ·
Van Neste ·
Van Olmen (vanaf 25/08) ·
Vanmarcke ·
Verplancke ·
Zoetemelk